# Zawody krótkofalarskie
Zawody krótkofalarskie – współzawodnictwo sportowe, w którym uczestniczą krótkofalowcy.
Zawody krótkofalarskie rozgrywane są w ściśle określonym czasie – od kilku do kilkudziesięciu godzin. Udział w nich polega na nawiązywaniu łączności radiowych z innymi uczestnikami i zgromadzeniu jak największej liczby punktów naliczanych zgodnie z regulaminem zawodów. Zaliczane są tylko bezbłędne łączności, podczas których wymieniane są raporty (słyszalność, czytelność, siła sygnału) podlegające następnie (po zakończeniu zawodów) weryfikacji przez organizatora przy pomocy komputerowego programu sprawdzającego.
Zawodnicy klasyfikowani są w grupach, zależnie od rodzaju stacji:
- SO (single operator) z jednym operatorem;
- MO (multi operator) z wieloma operatorami;
- SB (single band) pracy na jednym paśmie;
- MB (multi band) pracy na wielu pasmach;
  - dozwolone są kombinacje: SOSB, MOSB, SOMB, MOMB;
- używanej mocy nadajnika.

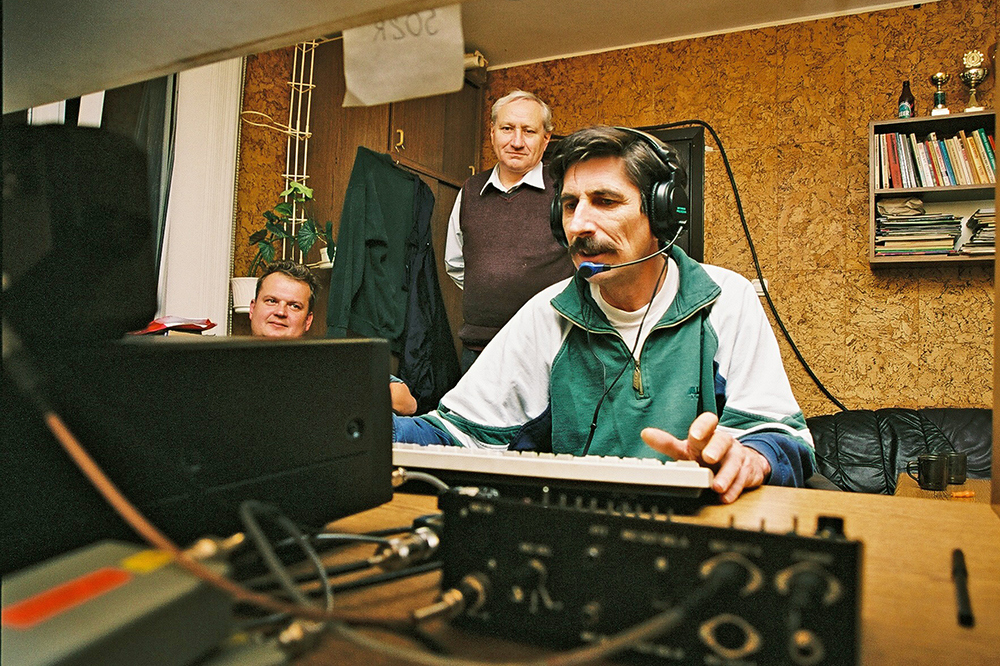
Kazimierz Drzewiecki, znak wywoławczy SP2FAX, nadaje w zawodach CQ WW emisją SSB.

Najpopularniejszymi zawodami międzynarodowymi są CQ WW DX Contest, uznane za nieoficjalne mistrzostwa świata; rozgrywane są na telegrafii (CW) lub na fonii (SSB). W każdej niezależnej turze bierze udział kilka tysięcy krótkofalowców z całego świata.
Zawody krajowe organizowane są w celu umożliwienia doskonalenia technik operatorskich, a także dla uczczenia istotnych wydarzeń historycznych.
Przykładem zawodów krajowych jest NKP Contest rozgrywany na falach ultrakrótkich UKF i falach krótkich HF dla upamiętnienia nawiązania pierwszej (6 grudnia 1925) potwierdzonej kartą QSL łączności radiowej polskiego krótkofalowca Tadeusza Heftmana – TPAX ze stacją zagraniczną N-0PM.
Zawody krótkofalarskie są jedną z ważniejszych dziedzin amatorskiej radiokomunikacji. Cieszą się bardzo dużym zainteresowaniem. W Polsce uczestniczy w nich grupa ok. 1000 licencjonowanych nadawców. Wśród nich jest kilku radiooperatorów, których znaki wywoławcze znajdują się na czołowych miejscach renomowanych zawodów HF.
W Polsce zawodami krótkofalarskimi zajmują się dwa kluby radiooperatorskie: SPDXC i SPCC-PZK.

## Typowa łączność podczas zawodów
Łączność między stacjami w zawodach jest na ogół bardzo krótka. Chodzi głównie o poprawny odbiór wymienianych między stacjami raportów.
Typowa wymiana między dwoma stacjami na fonii – w tym przypadku między stacjami w Polsce i w Nowej Zelandii, w zawodach CQ WW DX Contest może wyglądać następująco:
Stacja 1 (polska): CQ contest Hotel Foxtrot Three Victor, contest.
(Stacja HF3V wywołuje w zawodach)
Stacja 2 (nowozelandzka): Zulu Lima Six Quebec Hotel.
(Stacja wołająca ZL6QH podaje tylko swój znak. Nie potrzeba już więcej żadnej informacji)
Stacja 1: ZL6QH 59 15 (wypowiadane „Zulu Lima Six Quebec Hotel, five nine one five”).
(HF3V potwierdza sygnał wywoławczy ZL6QH, wysyła raport 59 i numer swojej strefy 15)
Stacja 2: Thanks 59 32 (wypowiadane „five nine three two”).
(ZL6QH potwierdza przyjęcie danych od HF3V, wysyła swój raport 59 i numer swojej strefy 32)
Stacja 1: Thanks Hotel Foxtrot Three Victor
(HF3V potwierdza dane stacji ZL6QH i nasłuchuje nowych stacji)

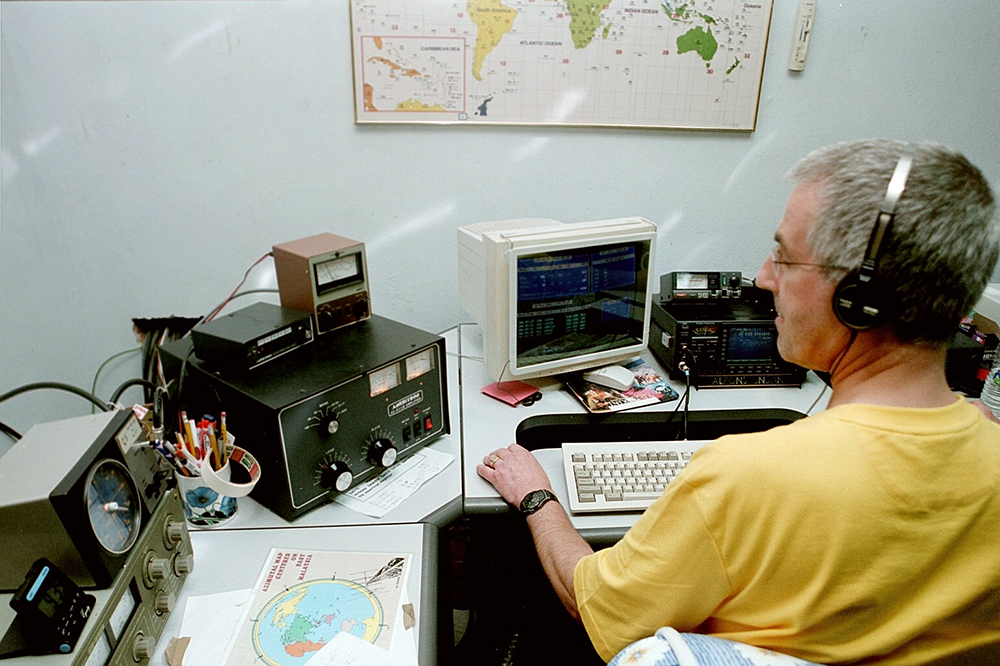
Barry, VK2BJ, z Sydney w Australii nadaje telegrafią w zawodach Wspólnoty Brytyjskiej ze stacji 9M6A na wyspie Borneo.

W alfabecie Morse’a używa się odpowiednich, dobrze znanych skrótów aby łączność trwała jak najkrócej. Wykwalifikowani zawodnicy mogą utrzymać „tempo” ponad czterech łączności na minutę na telegrafii albo do ośmiu kontaktów na minutę fonią podczas szczytu propagacyjnego, używając tej krótkiej wymiany.

## Pasma używane do zawodów
Zawody krótkofalarskie odbywają się w wydzielonych do tego celu fragmentach amatorskich pasm fal krótkich – począwszy od pasma 160 do 10 m, z wyłączeniem pasm WARC oraz pasma 60 m. Na częstotliwościach ultrakrótkofalowych przeprowadzane są w pasmach 6 m, 2 m i wyższych.